# Étienne Martin (peintre)
Pour les articles homonymes, voir Étienne Martin (homonymie) et Martin.
Étienne Philippe Martin, né à Marseille le 27 juillet 1856, et mort ibidem le 6 mars 1945, est un peintre, compositeur et écrivain français.

## Biographie
Étienne Martin, fils unique de l'aquarelliste Paul Martin, commence une carrière de pianiste. Il suit les cours de Millout, Darboville et Thurner. Victime de crampes, il s'adonne à la composition musicale et devient membre du jury du conservatoire de Marseille. Il se consacre ensuite surtout à la peinture. Tout d'abord élève de son père, il s'initie à la peinture à l'huile auprès d'Antoine Vollon, chef de file de la peinture provençale. Toute sa vie il suit les enseignements de ce maître dont il se réclame et dont il écrira la biographie. Il s'inspire également d'Alphonse Moutte, directeur de l'École des beaux-arts de Marseille.
Il participe aux Salons de Paris de 1876 jusqu'en 1932, exposant d'abord des aquarelles puis des peintures à l'huile. Il obtient une mention honorable en 1885 et reçoit une médaille d'argent à l'Exposition universelle de 1889.
Travailleur infatigable, il consacre son temps à de nombreuses activités. Le 3 décembre 1903 il est élu membre de l'Académie de Marseille. À la mort de son père il est nommé en 1905 conservateur du musée Gassendi à Digne-les-Bains, poste qu'il occupera jusqu'à sa mort en 1945. Il sera également président du conseil d'administration de ce musée de 1906 à 1912. Il consacre sa fortune pour la réalisation de ce musée qui, pour lui rendre hommage, lui consacrera une salle reconstituant son cabinet. Il est par ailleurs président de l'Association des artistes marseillais de 1912 à 1916 et de 1920 à 1923. Il écrit quelques ouvrages, notamment Réflexion d'un artiste sur la science, où il expose sa hantise du progrès et de la science. La présence de diligence dans ses œuvres, comme dans Le courrier et Le relais exposés au musée Gassendi, exprime sa nostalgie de voir disparaître des témoignages du passé.

### Publications
- Étienne Martin, Anecdotes d'un paysagiste, Digne, Chapsoul, 1934, 116 p. (OCLC 26178972).
- Étienne Martin, Réflexion d'un artiste sur la science, Imprimerie du Sémaphore, 1918 (OCLC 369335449, lire en ligne).

## Œuvres dans les collections publiques
- Athènes, Pinacothèque nationale : Environs de Digne, huile sur toile, 73 × 115 cm[3].
- Digne-les-Bains, musée Gassendi :
  - Le Relais, 1890 ;
  - Le Courrier, 1900 ;
  - La Grande fontaine à Digne, 1909 ;
  - Le Boulevard Gassendi, 1904 ;
  - Le Pré de foire à Digne, 1908 ;
  - Le Pré de foire, dépôt du musée des beaux-arts d'Orléans.
- Dijon, musée des beaux-arts : Vendanges en Provence[4].
- Gap, Musée Muséum départemental des Hautes-Alpes : Paysage de la Bléone à Digne, huile sur bois, 65 × 80,7 cm.
- Marseille :
  - musée des beaux-arts :
    - La Moisson en provence[5] ;
    - Marseille[6].

  - musée Cantini :
    - Paysage[7] ;
    - Rentée de procession dans la cathédrale de Digne[8].
- Pau, musée des beaux-arts :
  - Le Pré de la foire à Digne[9] ;
  - Le Quai de la fraternité à Marseille[10].
- Rouen, musée des beaux-arts : La grande Fontaine à Digne[11].
- Toulon, musée d'art : Écurie provençale, huile sur toile, 102 × 122 cm[1].
- Tourcoing, MUba Eugène Leroy : Port de Marseille, huile sur bois, 30 × 40 cm[12].

## Galerie

Œuvres d'Étienne Martin
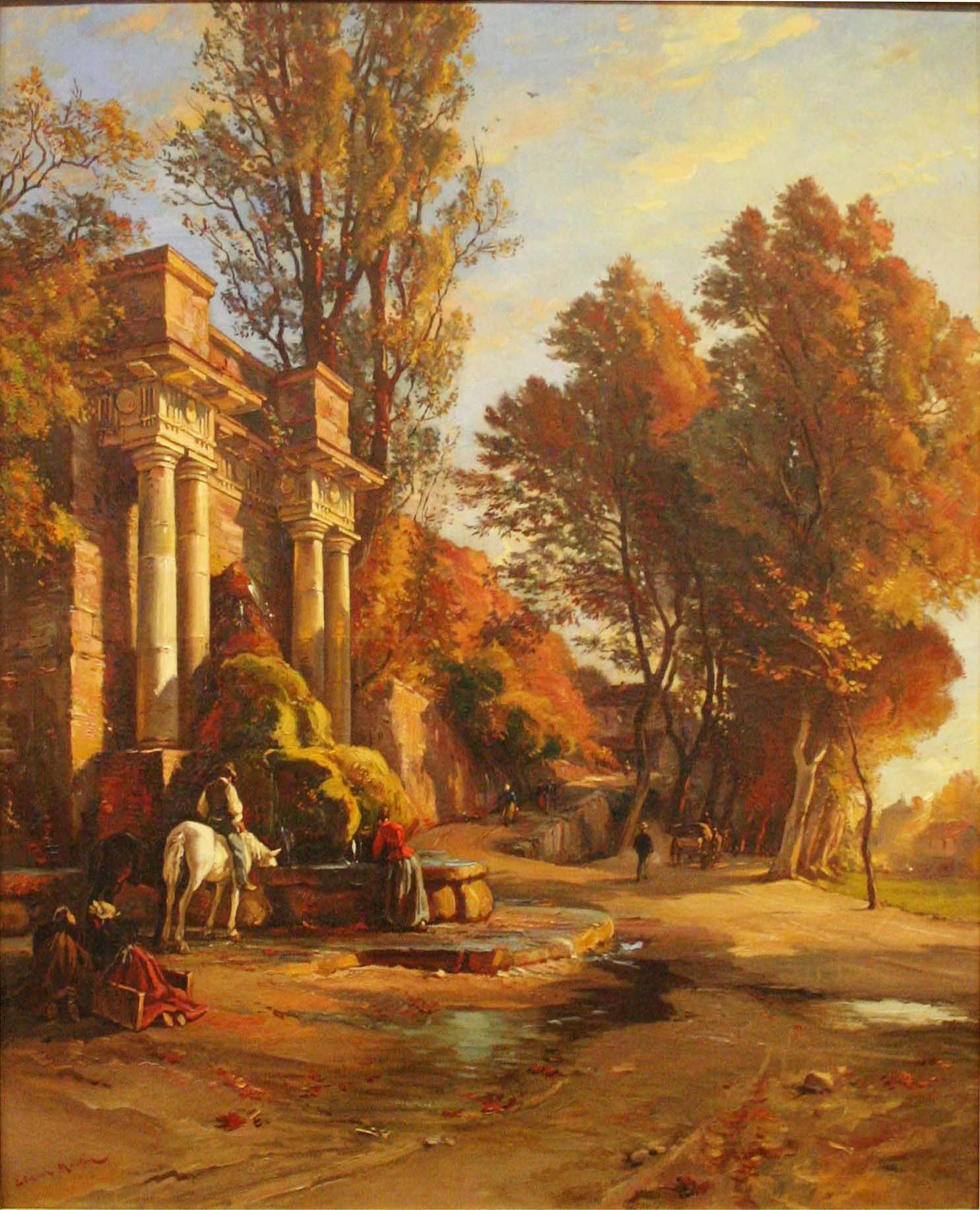
La Grande fontaine, Digne-les-Bains, musée Gassendi.
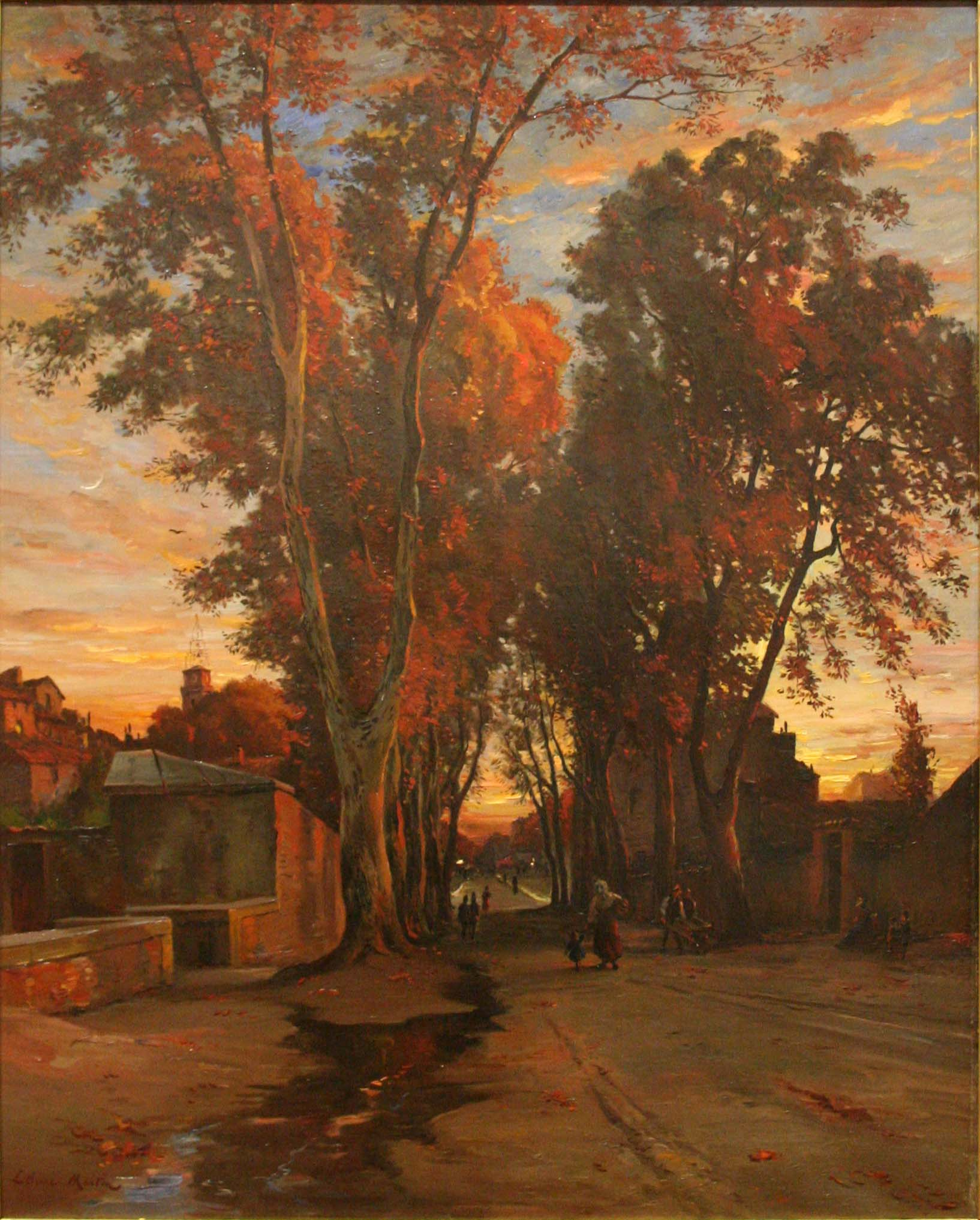
Le Boulevard Gassendi, Digne-les-Bains, musée Gassendi.
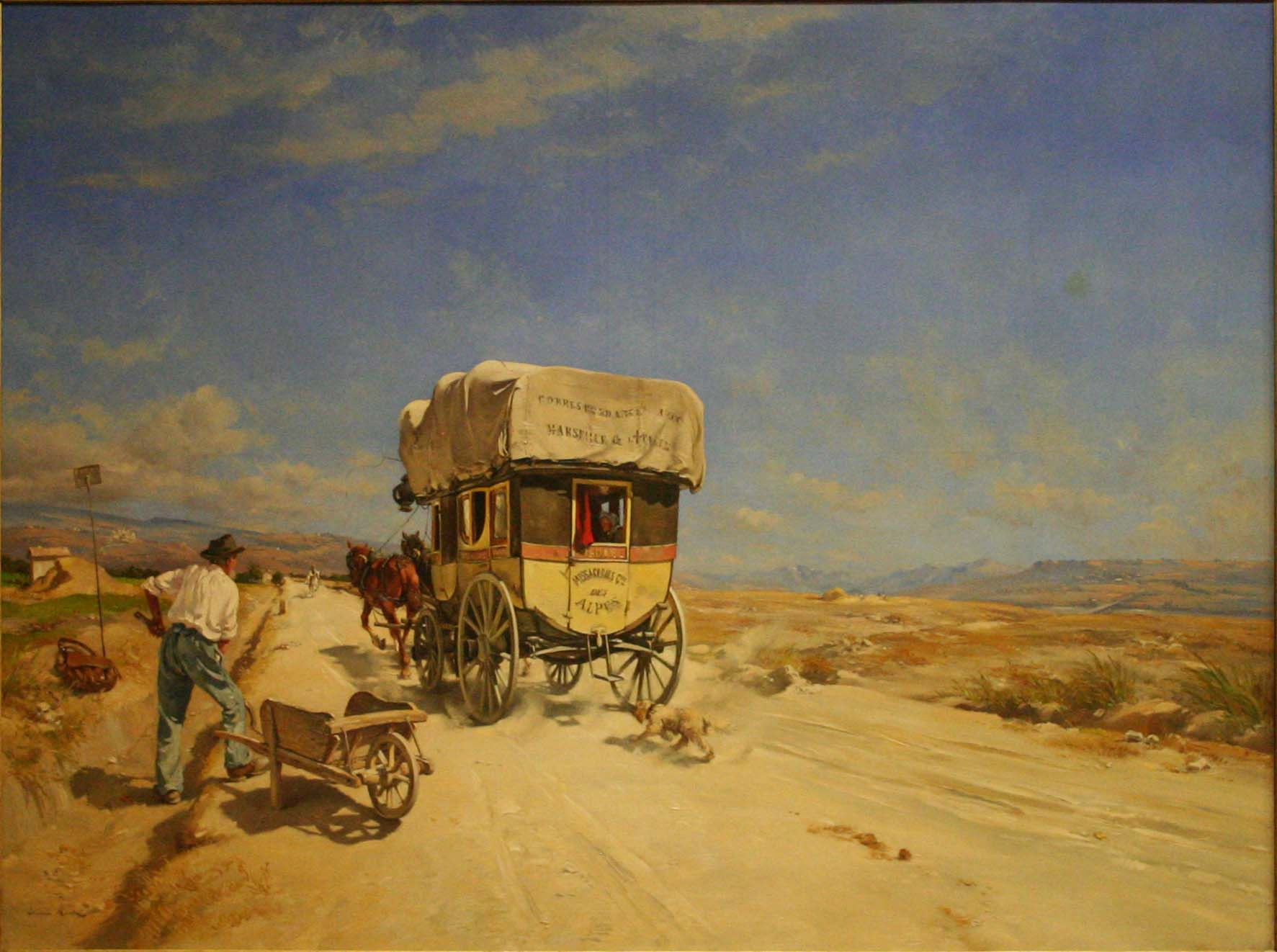
Le Courrier, Digne-les-Bains, musée Gassendi.
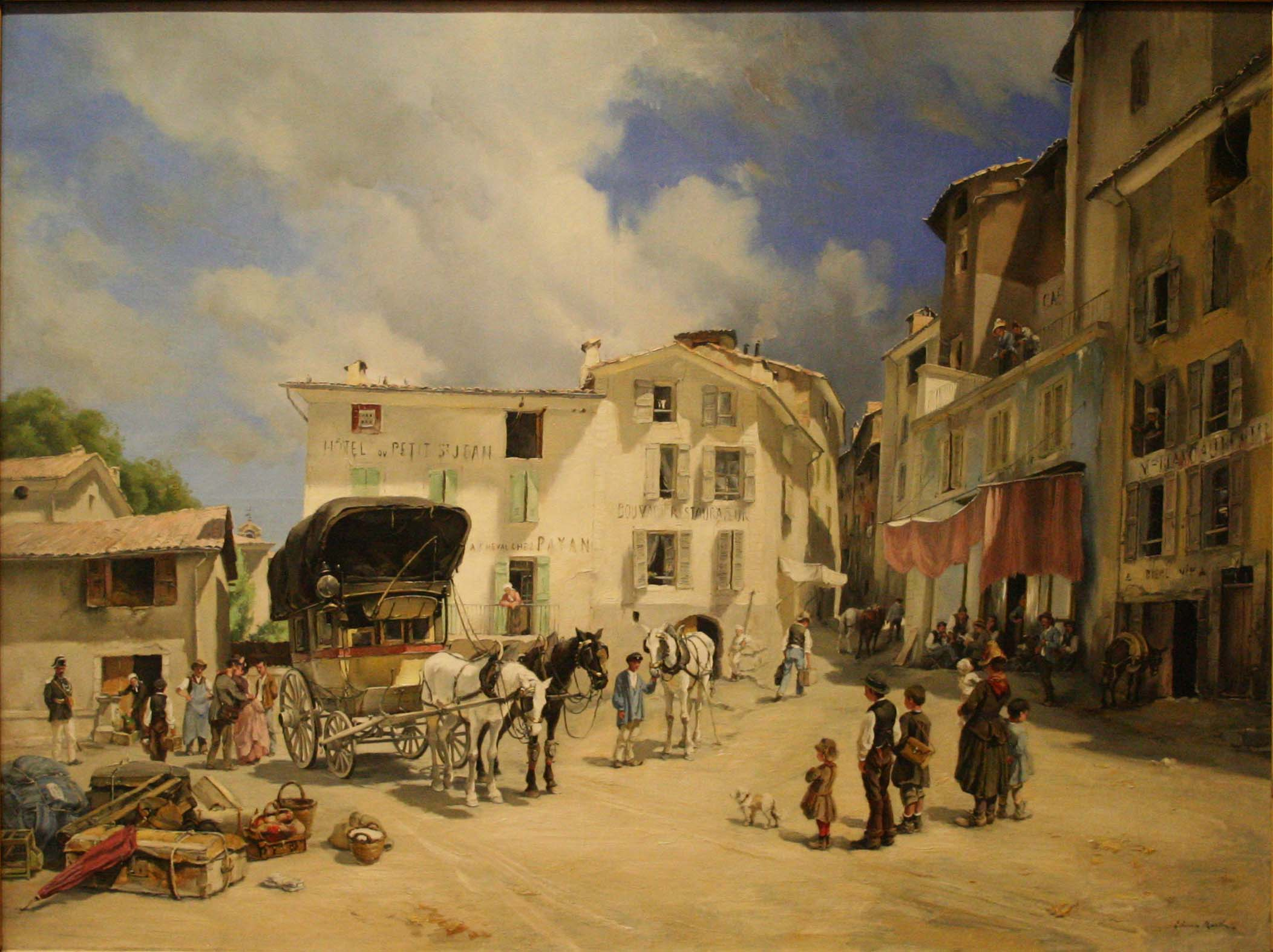
Le Relais, Digne-les-Bains, musée Gassendi.